# José Franco Gómez
José Franco Gómez (San Fernando, Cádiz, 26 de diciembre de 1988), conocido deportivamente como Regino, es un ex-futbolista español que jugaba en la demarcación de lateral.

## Biografía
Con 19 años, en 2007 debutó con el CD San Fernando, hasta 2009, momento en el que el club descendió por problemas económicos. Por lo tanto dejó el club para fichar por el Real Betis Balompié "B" para los dos años siguientes. Tras no gozar de la oportunidad de subir al primer equipo se fue al Jerez CF por una temporada. En 2012 volvió por dos meses al San Fernando CD. El 6 de marzo de 2013 fichó por el BEC Tero Sasana FC de Tailandia, donde jugó hasta el mercado de invierno, momento en el que fichó por el Kedah FA malayo. El 11 de junio de 2018 fichó por el 
Xerez Deportivo F.C., segundo refuerzo tras el ascenso a Tercera División.

## Clubes
| Club                    | País      | Año       | Partidos | Goles |
| ----------------------- | --------- | --------- | -------- | ----- |
| CD San Fernando         | España    | 2007-2009 | 44       | 0     |
| Real Betis Balompié "B" | España    | 2009-2011 | 28       | 2     |
| Jerez CF                | España    | 2011-2012 | 17       | 1     |
| San Fernando CD         | España    | 2012      | 3        | 0     |
| BEC Tero Sasana FC      | Tailandia | 2012-2013 |          | 1     |
| Kedah FA                | Malasia   | 2013-2014 |          | 1     |
| Olympiakos Nicosia      | Chipre    | 2015      | 7        | 1     |
| San Fernando CD         | España    | 2016-2017 | 34       | 1     |
| CD Ebro                 | España    | 2017-2018 | 32       | 0     |
| Xerez Deportivo FC      | España    | 2018      | 16       | 0     |
| CD Calahorra            | España    | 2019      | 9        | 0     |
| UD Los Barrios          | España    | 2020-2021 | 17       | 0     |